# Josef Julius Böhm
Josef Julius Böhm OCist (* 30. April 1907 in Gmünd, Niederösterreich; † 17. Februar 1984 in Wien) war ein österreichischer römisch-katholischer Priester, Zisterzienser des Stiftes Zwettl, Kapellmeister der Wiener Sängerknaben und Organist an der Wiener Hofburgkapelle.

## Leben
Josef Julius Böhm war der Sohn des Musiklehrers Johann Böhm (1867–1914). Nach seinem Eintritt in das Noviziat des Stiftes Zwettl und der Profess studierte er Theologie in Wien und Musik am Salzburger Mozarteum sowie an der Wiener Musikakademie. Von 1946 bis 1977 wirkte Böhm als Kapellmeister und kurzzeitig als Subrektor der Wiener Sängerknaben. Gleichzeitig bekleidete er das Amt des Organisten mit Dirigierverpflichtung an der Wiener Hofburgkapelle. Von 1957 bis 1972 war er zudem im administrativen Bereich der Hofmusikkapelle als Verwaltungs- und Rechnungsführer tätig. Böhm komponierte Kirchenmusik, Orgelwerke und Lieder.
Für seine Verdienste wurde er 1977 mit dem Goldenen Verdienstzeichen der Republik Österreich geehrt.

## Ehrungen
- 1956: Berufstitel Professor
- 1977: Goldenes Verdienstzeichen der Republik Österreich
- Regierungsrat